# Return of the Phantom
Return of the Phantom è un videogioco d'avventura pubblicato nel 1993 da MicroProse per DOS. Creato da Raymond Benson, è basato sul romanzo Il fantasma dell'Opera.

## Trama
Ambientato a Parigi nel 1992, il videogioco ha inizio con un omicidio plurimo durante l'esecuzione del Don Juan Triumphant. Durante le indagini il detective Raoul Montand viene aggredito dal Fantasma dell'Opera. Si risveglierà nel 1881, dove verrà scambiato per Raoul de Chagny e incontrerà il pittore Edgar Degas.

## Modalità di gioco
Il videogioco è un punta e clicca con la presenza di attori reali doppiati e animati utilizzando la tecnica del rotoscope.